# Сыбу цункань
«Собрание литературных произведений по четырём разделам» (кит. трад. 四部叢刊, упр. 四部丛刊, пиньинь Sìbù cóngkān, палл. Сыбу цункань; в транскрипции Джайлса-Уэйда Ssu pu ts’ung k’an; в синологических библиографиях аббревиатура SBCK) — библиотека-серия, объединяющая факсимильные издания редких рукописных и ксилографических произведений классической китайской культуры (традиционный жанр цуншу). Издание осуществлялось фирмой «Шанъу иншугуань» в 1919—1936 годах, всего было выпущено три серии. Они включали совокупно 504 заглавия сочинений, из которых в первую вошли 350, во вторую — 81 и в третью — 72 книги, в сумме — 3134 тома. Главным редактором и вдохновителем издания выступил известный цинский учёный Чжан Юаньцзи, который и был основателем издательства. Сочинения были аранжированы в соответствии с традиционной библиографической классификацией по четырём разделам — конфуцианские каноны, историография, трактаты мыслителей, высокая художественная литература (поэзия, эссеистика, бессюжетная проза). Значительная часть текстов относилась к династиям Сун (72 заглавия) и Юань (34), при воспроизведении отдавалось предпочтение редким ксилографам или авторским рукописям писателей Мин и Цин. Издание осуществлялось фотолитографическим методом и сыграло огромную роль в сохранении ранних печатных изданий важных текстов и распространении их для учёного мира. Параллельно выходила серия «Сыбу бэйяо».
Первая серия 1919 года была перепечатана в 1929 году, причём 21 текст был издан заново по рукописям и ксилографам лучшего качества, а в 1936 году её же перепечатали в уменьшенном формате. В 1934—1936 годах вышли вторая и третья серии библиотеки. Их полное факсимильное переиздание было опубликовано в 1984—1986 годах издательствами «Чжунхуа шуцзюй» и «Шанъу иншугуань». В Канзасском университете в 1965 году был издан каталог-путеводитель Карла Ло.

## Жанр. История создания

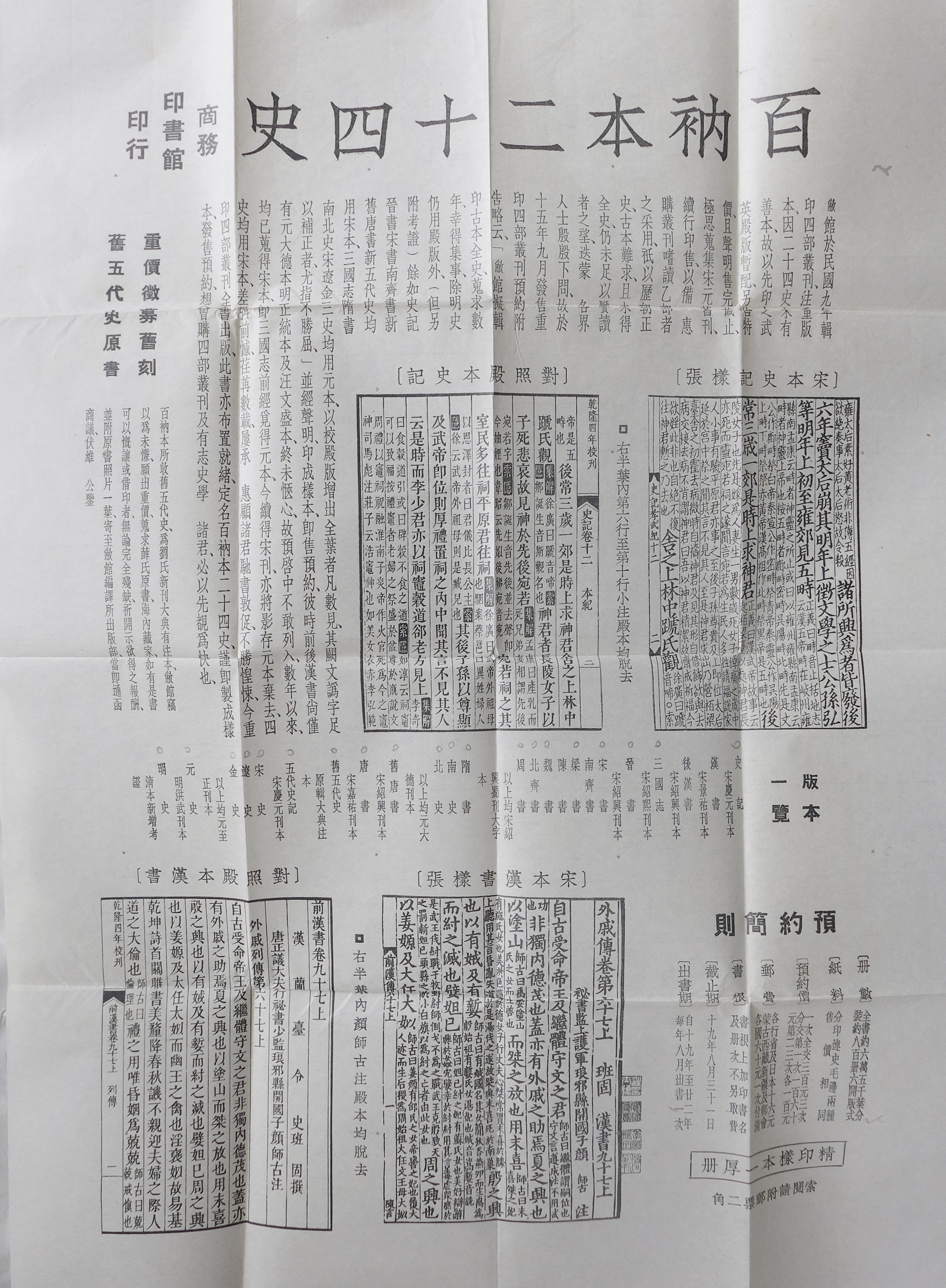
Рекламная листовка с проспектом «Двадцати четырёх историй», хорошо видны репродукции оригинального текста

Американский синолог Артур Гуммель утверждал, что термин цуншу нелёгок для перевода; в английском языке как его эквивалент утвердилось collectanea. Термин появился в конце эпохи Тан, и был впервые использован для собрания сочинений поэта Лу Гуймэна. Однако в современном значении термин цуншу стал принадлежностью китайской культуры примерно в XII веке, в эпоху Сун, когда в Китае широко распространилось книгопечатание. Главной целью составления библиотек-серий жанра цуншу являлось сохранение редких и ценных текстов от уничтожения, а также возможность для библиофилов распространять в среде учёных принадлежащие им раритеты (ксилографическая печать позволяла полностью воспроизводить авторскую каллиграфию или особенности исходного печатного издания). Считается, что до 1912 года в Китае было издано 200 цуншу, включавших примерно 40 000 заглавий; многие из них именовались по библиотекам, откуда были взяты воспроизводимые экземпляры.
Инициатором издания «Сыбу цункань» выступил известный в Китае библиофил Чжан Юаньцзи (1867—1959). Уроженец Чжэцзяна, он в 1892 году удостоился высшей конфуцианской степени цзиньши, а с 1896 года служил в Цзунли ямэнь. Поскольку он примкнул к Движению за реформы 1898 года, это стоило ему карьеры государственного служащего. Когда спала волна репрессий, в 1902 году он обосновался в Шанхае и занялся издательской деятельностью, создав фирму «Шанъу иншугуань». Печатание «Сыбу цункань» началось в конце 1919 года, и было завершено в последний лунный месяц 1922 года. Материалы были расположены по традиционной четверичной системе, то есть группировались по разделам: «конфуцианские каноны и комментарии к ним», «исторические труды», «неканонические мыслители», «художественная литература». Издание включало 323 заглавия разных сочинений, и 8548 цзюаней в 2100 печатных томах. В издательском проспекте перечислялись 26 лиц, которые принимали участие в составлении серии или пожертвовали свои редкие издания для репродуцирования. В числе консультантов и донаторов издания был известный коллекционер-библиограф Е Дэхуэй, который сдавал государственные экзамены одновременно с Чжан Юаньцзи. Судя по сохранившейся переписке, Е Дэхуэй уже в 1916 году активно вёл переговоры с библиофилами и выстраивал концепцию издания. Он же готовил обоснование выбора того или иного издания. Даты выпуска томов первой серии не указывалась в самом издании, а лишь были упомянуты в рекламном проспекте и стали помещаться на титульных листах при перепечатке.

## Особенности издания

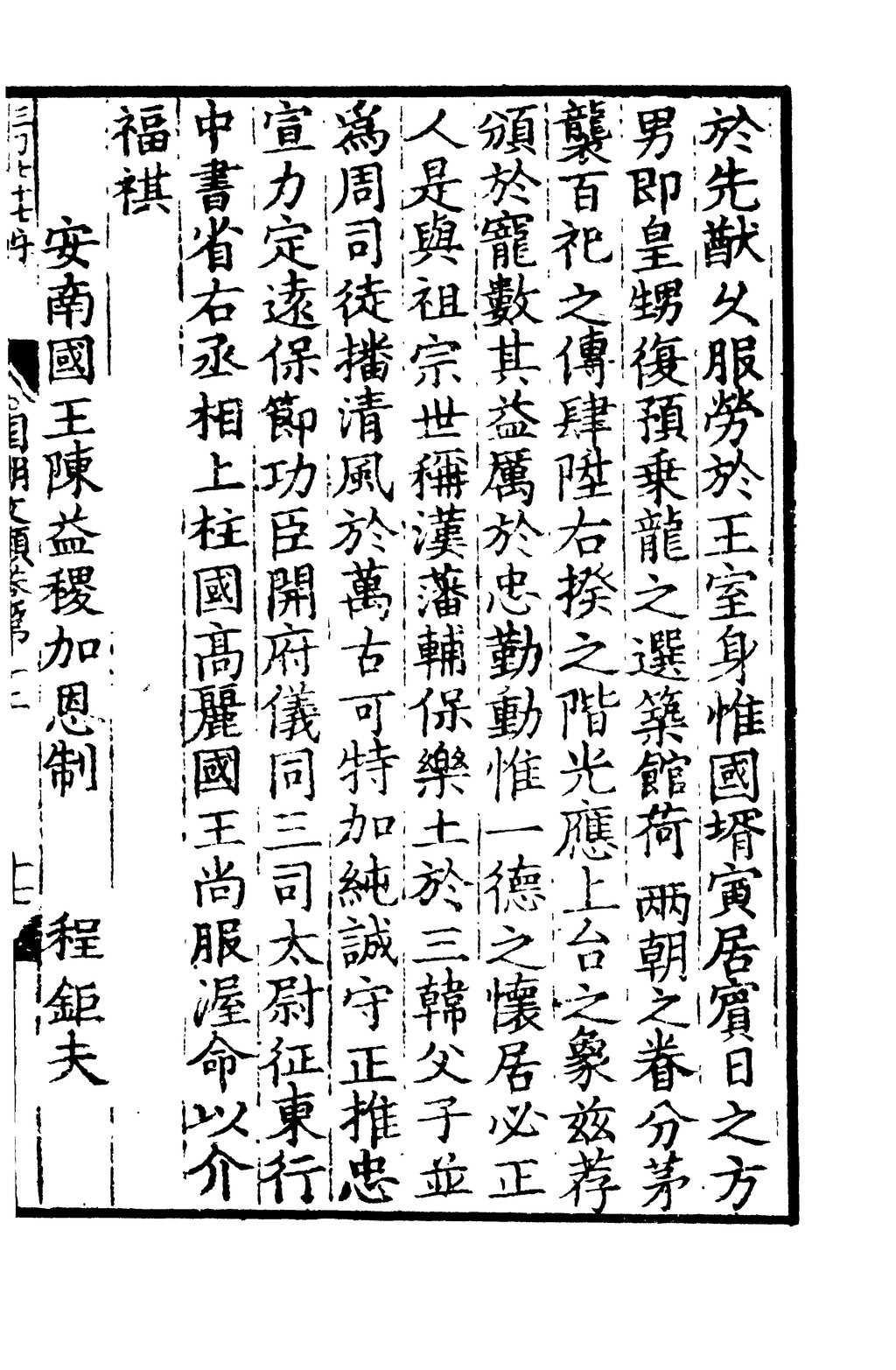
Вид издания «Сыбу цункань» (третья серия, том 20, страница 172). Представлен текст вьетнамского исторического сочинения, посвящённого князю Чиеу Куок Выонг

Адресатами издания были, преимущественно, учёные, которые получали доступ к первоизданиям важнейших исторических источников. Существенной особенностью издания библиотеки-серии «Сыбу цункань» было желание её создателей избавиться от дополнительно привносимых при издании ошибок типографского набора и многовековой редакторской работы над рукописями. Японский синолог Такэути Ёсио утверждал, что к моменту выхода в свет «Сыбу цункань» был беспрецедентной по объёму и качеству текстов библиотекой-серией; она сильно отличалась от изданных до неё представителей жанра. В состав серии вошли репродукции сунского издания «Тринадцатиканония», словарь «Шо вэнь» с комментариями, и комментарии к трём канонам о ритуале («Ли цзи», «Чжоу ли», «И ли»), и полное собрание «24 династических историй». К. К. Флуг в своей рецензии обращал внимание на текст «Сюнь-цзы», снабжённый предисловием 818 года, и оглавлением ханьской эпохи; а также малодоступный китаеведам того времени древнейший словарь китайских диалектов «Фанъянь». Тексты, воспроизводившиеся в «Сыбу», преимущественно заимствовались из фондов библиотеки Переводческого департамента в Шанхае, именуемой «Ароматным теремом» (кит. трад. 涵芬樓, пиньинь Hánfēnlóu, палл. Ханьфэньлоу). Из её фондов поступили 38 ксилографов и 16 рукописей эпохи Сун, 2 — династии Цзинь, 5 — эпохи Юань; 8 корёских изданий; 18 репринтов эпохи Мин, точно воспроизводящих древние образцы, 4 редких сочинения из «Дао цзана»; прочие воспроизведённые издания относились к цинской эпохе. Использовались также материалы личной библиотеки Цзюй Юна «Терем бронзового меча Тециня» (кит. трад. 鐵琴銅劍樓, упр. 铁琴铜剑楼, пиньинь Tiěqín tóngjiàn lóu, палл. Тецинь тунцзянь лоу). Американский библиограф Карл Ло именовал «Сыбу цункань» своеобразным аналогом библиотеки-серии «Сыку цюаньшу», поскольку значительная часть их содержания пересекалась. Однако при выпуске второй и третьей серий антологии в 1935—1936 годах расхождений стало больше: из 70 заглавий третьей серии «Сыбу» только 43 содержалось в «Сыку».
Содержание «Сыбу цункань» было чрезвычайно пёстрым. Несмотря на традиционную четверичную классификацию, в рубриках представлены трактаты по медицине, и даже поваренная книга династии Юань, однако набор классических комментариев был не слишком богат, равным образом, плохо была представлена сюжетная литература и юаньская драма. Серия была лишена общего содержания и указателей, имеющееся оглавление было бессистемным, поскольку включало 465 заголовков, касающихся иногда объёмных текстов со своим внутренним делением. Титульные листы томов с указанием содержимого зачастую содержали ошибки, вдобавок, отличаясь в перепечатках разных лет.
Фотолитографическое воспроизведение рукописей и ксилографов должно было также сохранить облик этих изданий для будущих поколений. Тем не менее, даже при факсимильном воспроизведении текстов, они могли предстать перед читателем в «комбинированном варианте». Так, классическая антология биографий чаньских подвижников «Цзиндэ чуаньдэн лу» представлена в «Сыбу цункань» в виде комбинации: 24 цзюаня воспроизведены по ксилографу 1134 года, а оставшиеся шесть — по более старому сунскому изданию, возможно, 1080 года. Подобного рода варианты, а также замены первоисточника в перепечатках разных лет никак не обозначались издателями.
В 1960-е годы предпринимались проекты переиздания «Сыбу цункань», в том числе и Гарвардским университетом, однако стоимость такого издания (90 000 тогдашних американских долларов) и ничтожное число подписчиков помешала его реализации. Аналогичные проекты на Тайване в те же годы также не увенчались успехом. Только в 1984 году тайбэйское издательство «Чжунхуа шуцзюй» опубликовало факсимиле второй серии, а в 1985 году издательство «Шанхай шудянь» (КНР) выпустило факсимильное воспроизведение всех трёх серий (504 заглавия, 3134 тома). В общем, в XXI веке серия «Сыбу цункань» (как и другие более ранние и поздние издания) широко используется специалистами ввиду распространённости изданий и большого диапазона текстов. За несколько десятилетий XX—XXI веков китайские учёные выпустили огромное число комментированных изданий древних текстов, в том числе в изданиях сокращёнными иероглифами, снабжённых пунктуацией и даже переводами на современный китайский язык. Это приводит к устареванию громоздких книжных серий.